# NGC 2455
NGC 2455 ist ein offener Sternhaufen im Sternbild Achterdeck des Schiffs und hat eine Winkelausdehnung von 15,0' und eine scheinbare Helligkeit von 10,2 mag. Er wurde am 15. Februar 1836 von John Herschel entdeckt.